# Discestra cruda
Discestra cruda är en fjärilsart som beskrevs av Barend J. Lempke 1964. Discestra cruda ingår i släktet Discestra och familjen nattflyn. Inga underarter finns listade i Catalogue of Life.